# Gyrophaena lucidula
Gyrophaena lucidula – gatunek chrząszcza z rodziny kusakowatych i podrodziny rydzenic.

## Taksonomia
Gatunek ten opisany został po raz pierwszy w 1837 roku przez Wilhelma Ferdinanda Erichsona.

## Morfologia
Chrząszcz o wydłużonym ciele długości od 1 do 1,8 mm. Głowa jest czarna, 1,7 raza szersza niż dłuższa, zaopatrzona w wyłupiaste oczy. Barwa czułków jest żółta u nasady i niemal czarna począwszy od czwartego członu. Ich człony od szóstego do dziesiątego są wyraźnie szersze niż dłuższe. Przedplecze jest czarne, silnie lśniące, o zatartym szagrynowaniu. Po bokach linii środkowej przedplecza występują zwykle szeregi punktów. Pokrywy są brązowawożółte z bokami szeroko zaczernionymi, zwłaszcza w tylnych kątach. Na ich powierzchni występują rozproszone, nadzwyczaj drobne, spiczaste ziarenka. Kolor odnóży jest żółtawy do pomarańczowego. Odwłok ma czarne ubarwienie.

## Ekologia i występowanie
Owad rozmieszczony od nizin po tereny podgórskie. Bytuje w owocnikach grzybów, chętnie w żagwiach i drobnołuszczakach, a także pleśniejącym listowiu pod wierzbami i topolami oraz w napływkach na pobrzeżach rzek i stawów.
Gatunek palearktyczny. W Europie znany jest z Hiszpanii, Irlandii, Wielkiej Brytanii, Francji, Belgii, Holandii, Luksemburga, Niemiec, Szwajcarii, Austrii, Włoch, Danii, Szwecji, Finlandii, Polski, Czech, Słowacji, Węgier, Rumunii, Bułgarii, Bośni i Hercegowiny, Serbii, Grecji i europejskiej części Rosji, w Azji z Kaukazu, a w Afryce z Algierii. Na „Czerwonej liście gatunków zagrożonych Republiki Czeskiej” umieszczony jest jako gatunek narażony na wymarcie (VU).